# 1147 Ставрополіс
1147 Ставрополіс (1147 Stavropolis) — астероїд головного поясу, відкритий 11 червня 1929 року.
Тіссеранів параметр щодо Юпітера — 3,574.
Названо на честь міста Ставрополь у Росії.